# Caledonia (village, New York)
Pour les articles homonymes, voir Caledonia (homonymie).
Ne doit pas être confondu avec Caledonia (New York).
Caledonia est un village du comté de Livingston, dans l'État de New York, aux États-Unis,. En 2010, il comptait une population de 2 201 habitants.

## Démographie
Lors du recensement de 2010, le village comptait une population de 2 201 habitants. Elle est estimée, en 2019, à 2 094 habitants.

## Personnalité liées à la ville
- Angus Cameron,  homme politique américain, sénateur pour le Wisconsin de 1875 à 1885.
- Tammy Alexander, une adolescente américaine retrouvée assassinée dans le village de Caledonia, le 10 novembre 1979.